# 阿拉伯之春
阿拉伯之春（羅馬化：ar-rabīʻ al-ʻarabī）是指自2010年底开始的，阿拉伯世界的一次革命浪潮。自从2010年12月17日突尼西亞爆发茉莉花革命以来，阿拉伯世界的一些国家民众纷纷走上街头，要求推翻本国专制政体，并乐观地把“一个新中东即将诞生”预见为这个运动的前景，认为“阿拉伯之春”属于“谙熟互联网、要求和世界其它大部分地区一样享有基本民主权利的年轻一代”。
然而各穆斯林國家的命運不同，使得這場波及多國的民主化運動蒙上陰影。除了極端恐怖組織伊斯蘭國趁亂局崛起，控制大片區域外，其他多個國家也纷纷陷入長期动乱，并引發了歐洲移民危機。
科摩罗是唯一一个未被阿拉伯之春影响的阿拉伯国家。

## 詞源
「阿拉伯之春」一詞是由人民之春和布拉格之春引用而來。在伊拉克戰爭之後，各界評論家和網路部落格作者開始使用這個名詞，來形容阿拉伯民主主義的重大運動。第一個正式使用的媒體可能是美國《外交政策》雜誌。

## 概述
阿拉伯之春，又称“阿拉伯的觉醒”、“阿拉伯起义”、“阿拉伯革命”，是指自2010年年底在北非和西亚的阿拉伯国家和其它地区的一些国家发生的一系列以“民主”和“经济”等为主题的社会运动，这些运动多采取公开示威游行和网络串连的方式，其影响之深、范围之广使全世界十分关注。从2011年初开始，其帶來的影響與後續效應至今尚未完全结束。 
这场运动以北非国家突尼斯的本·阿里政权被民众抗议推翻为肇始，形成一场规模空前的民众反政府运动，如潮水般席卷整个阿拉伯世界，稳坐江山数十年之久的政治强人和独裁者如骨牌般接二连三地倒下。革命运动浪潮随后波及埃及、利比亚、也门、叙利亚、阿尔及利亚、苏丹、毛里塔尼亞、黎巴嫩、伊拉克、巴林、沙特阿拉伯、阿曼、科威特、约旦、摩洛哥等国。其他一些阿拉伯国家乃至部分非阿拉伯国家也都受到不同程度的影响，发生了一些抗议示威活动，但大都因政府的让步或示威规模不大而逐渐平息。
截至2025年6月，此次阿拉伯革命已经成功推翻7個國家政權。2011年1月14日，突尼斯革命的局势恶化导致已执政23年的总统本·阿里下台并流亡沙特阿拉伯。埃及示威浪潮使总统穆巴拉克在2011年2月11日宣佈将權力移交给軍方，结束长达30年统治。利比亞反對派成立全国过渡委员会，成功推翻卡扎菲长达42年的统治，卡扎菲本人於2011年10月20日被殺害。2012年2月27日，葉門政治協議正式生效，已执政33年的總統萨利赫退位，薩利赫本人於2017年12月4日被殺害。2019年4月2日，阿尔及利亚总统布特弗利卡被迫辞职，结束了近20年的总统生涯。2019年4月11日，掌权长达30年的苏丹总统巴希尔被军事政变推翻。2024年12月8日，统治叙利亚整整54年的阿萨德政权垮台。
但局势却进一步恶化：叙利亚至今仍陷入无休止的多方混战；埃及民選總統穆罕默德·穆尔西被軍方發動政變推翻；利比亚在卡扎菲被推翻后宗教势力和亲西方势力互相火拚，内战再起；也门哈迪政府被胡塞武装和支持萨利赫的部队联手推翻，沙特、阿联酋、埃及等国出兵干涉；苏丹在经过反复多次军事政变后，终于爆发全国武装冲突；激进圣战组织伊斯兰国兴起，并四处攻城掠地，并将势力发展到索马里、阿富汗、伊拉克、利比亚、叙利亚、也门、苏丹等国。
2016年11月，聯合國西亞經濟社會委員會發表報告，指「阿拉伯之春」自2011年至今已為相關地區帶來高達6,140億美元的經濟損失。

## 摘要

### 持续中
| 國家或地区   | 開始日期                          | 抗議狀態                                                      | 影響 | 死亡人數 | 目前情況               |
| ------------ | --------------------------------- | ------------------------------------------------------------- | --- | -------- | ---------------------- |
| 利比亞       | 2011年2月15日                     | 2011年8月23日原政府倒台，但部族和地区冲突持续不断             | 卡扎菲政權倒台，本人被杀，大规模内战冲突持续至2020年底 - 反对派佔領全國 - 全国过渡委员会成立 - 全國過渡委員會臨時管治利比亞 - 北约结束在利比亚的军事行动 - 原格達費政府在聯合國的席位由全國過渡委員會取代。同時，過渡委將本國在聯合國的席位名稱由「阿拉伯利比亞民眾國」（Libyan Arab Jamahiriya）更改為「利比亞」（Libya） - 2011年10月20日，前领袖卡扎菲被杀死 - 全國過渡委員會移交政權予利比亞國民議會 - 2012年9月11日，为抗议侮辱伊斯兰教的电影，来自原利比亚反对派的袭击者攻击美国驻班加西领事馆，美国大使克里斯多夫·史蒂文斯等三名外交人员遇袭身亡 - 利比亚当局开始清洗曾在卡扎菲政府任职的官员 - 2014年5月16日，世俗势力代表人物、退役将领哈夫塔尔以反恐为名在东部城市班加西对伊斯兰民兵武装实施打击，内战重回利比亚。世俗派和宗教派在班加西持续激战。 - 2014年6月9日，宗教势力支持的总理人选马蒂格被利比亚最高法院裁定当选无效，6月25日，宗教势力在新一届议会选举中惨败。各派关系彻底破裂。 - 多国驻利比亚使馆、领事馆遭遇袭击。驻利比亚的各外交使团纷纷撤离。 - 在推翻卡扎菲过程中起重大作用的米苏拉塔和津坦两支民兵为争夺利比亚领导权在的黎波里激烈交火。 - 伊斯兰国趁机渗透进利比亚，接连夺取班加西和德尔纳等城市 - 2020年年底，利比亚政府和反对派正式宣布停火，并签署停战协议，利比亚目前正处于重建阶段。 | 40,000+  | 政权倒台并爆发内战     |
| 叙利亚       | 2011年3月15日                     | 2024年12月8日原政府倒台，但部族和地区冲突持续不断             | 巴沙尔政权倒台，本人携全家流亡海外，唯内战持续至今 - 釋放某些政治犯 - 撤換地方省長 - 2011年4月14日叙利亚总理穆罕默德·纳吉·奥特里辞职 - 2011年4月21日宣布解除长达48年的戒严狀態 - 自由叙利亚军成立 - 叙利亚全国委员会成立 - 2011年11月16日叙利亚阿拉伯国家联盟代表资格被中止 - 2012年2月27日宣布启用新的宪法 - 2012年5月24日叙利亚人民议会议长马哈茂德·阿尔·亚伯拉什去职 - 2012年8月16日伊斯兰合作组织暫停敘利亞的會員資格 - 在叙利亚的库尔德武装在2013年中期加入混战，很快波及到伊拉克的库尔德区 - 2014年7月19日叙利亚副总统法鲁克·沙雷离任 - 恐怖組織伊斯蘭國崛起，製造多起屠殺，将伊拉克和叙利亚境内的占领区合并宣布建国 - 叙利亚同时进行政府军、自由軍、伊斯兰国、努斯拉陣線、库尔德武装的多方混战 - 2024年12月8日叙利亚总统巴沙尔·阿萨德辞职并与家人已逃亡至俄罗斯首都莫斯科，至此“阿拉伯叙利亚共和国”政权倒台 | 600,000+ | 政权倒台并爆发内战     |
| 葉門         | 2011年1月27日                     | 2012年2月27日原政府倒台，2015年2月6日新政府又被推翻，冲突持续 | 薩利赫政權倒台，本人获得赦免但其后在内战中被杀；哈迪政权又被胡塞武装推翻 - 也门執政黨的國會議員辞职 - 獨裁多年的葉門總統萨利赫同意交出政權 - 副總統哈迪接管權力 - 2014年9月22日，也门胡塞武装攻入首都萨那，与亲政府的武装展开激烈交火 - 2015年2月6日，哈迪总统被胡塞武装推翻，胡塞武装宣布成立临时政府接管国家 - 2017年12月4日，前总统萨利赫被杀死 - 南部亚丁等四省宣布自治，哈迪出逃至南部，宣布亚丁成为临时首都，也门出现两个政府 - 亚丁被胡塞武装攻占，哈迪逃到沙特，请求沙特干预也门 - 多个逊尼派国家联手空袭胡塞武装 - 基地组织趁机接管也门多个城镇 - 也门出现三方大混战的局面 | 12,000+  | 政权二度倒台并爆发内战 |
| 苏丹         | 2011年1月30日                     | 2019年4月11日原政府倒台，唯内战持续至今                       | 巴希尔政权倒台，本人随后被军方逮捕并受到审判 - 總統巴希尔宣布他將不謀求在2015年連任 - 2015年巴希尔仍然當選為執政黨候選人參加總統競選 - 2019年4月11日，总统巴希尔被政变推翻 - 2021年10月25日，苏丹再度发生军事政变 - 2023年4月15日，苏丹爆发全面内战 | 14       | 政权二度倒台并爆发内战 |
| 總死亡人數： | 660,000+ （國際估計，仍在增加中） |                                                               | |          |                        |

### 已结束
| 國家或地区   | 開始日期             | 抗議狀態                                                                          | 影響 | 死亡人數 | 目前情況           |
| ------------ | -------------------- | --------------------------------------------------------------------------------- | --- | -------- | ------------------ |
| 突尼西亞     | 2010年12月18日       | 2011年1月14日原政府倒台                                                           | 本·阿里政權倒台，本人在境外离世，全家流亡沙特阿拉伯王国 - 總理加努希下台 - 政治警察停止运作 - 突尼西亞的前執政黨憲政民主聯盟被解散，以及该黨被清算 - 政治犯被釋放 - 2011年10月23日举行制宪议会選舉 - 蒙塞夫·馬祖吉在2011年12月13日成為新一任總統 | 338      | 政權倒台           |
| 埃及         | 2011年1月25日        | 2011年2月11日原政府倒台，2013年7月4日新政府又被軍方推翻，双方支持者爆发大规模骚乱 | 穆巴拉克政權倒台，本人在软禁中离世；穆尔西政府又被政变推翻，最终在法庭上身亡 - 总理纳齐夫和沙菲克、沙拉夫三人先后下台 - 軍方最高委員會接管權力 - 實施憲法暫停，兩院議會被解散 - 國家安全調查服務被解散 - 前埃及執政黨民族民主党被解散，黨產轉移到本國 - 穆巴拉克、所有的前部長和其两个儿子全被送交刑事法庭审判 - 長達31年緊急狀態正式解除 - 穆罕默德·穆尔西成为埃及首位民主选举产生的总统 - 埃及自由派抗议穆尔西及穆斯林兄弟会在埃及推行伊斯兰教法 - 穆尔西又被埃及军方逮捕，撤职 - 穆斯林兄弟会发动支持者举行“愤怒的星期五”游行抗议军方的做法 - 自由派和军方的支持者马上采取相反的游行与穆斯林兄弟会抗衡 - 最后通牒期限时间过后埃及军方及支持者采取武力清场 - 埃及临时政府开始清查穆斯林兄弟会 - 穆斯林兄弟会和自由派在街头發生一系列流血冲突 - 西奈半岛接连发生宗教激进分子制造的恐怖袭击 | 4,300+   | 政权二度倒台       |
| 阿尔及利亚   | 2010年12月28日       | 2019年4月2日原政府倒台                                                            | 布特弗利卡政权倒台，前总理乌叶海亚与塞拉勒被判入狱 - 長達19年緊急狀態正式解除 - 2019年3月總統布特弗利卡宣布他將不謀求再次連任 - 2019年4月2日，总统布特弗利卡正式辞职 | 8        | 政权倒台           |
| 伊拉克       | 2011年2月10日        | 已结束                                                                            | - 多位省长和地方官员辞职 - 總理馬利基在2014年放棄爭取連任 - 伊斯兰国在纳克什班迪教团军的配合下在2014年接连夺取伊拉克北部和西部大片土地 - 美国联合沙烏地阿拉伯、英国、法国、约旦等多国联合空袭伊斯蘭國，同时叙利亚也对伊拉克境内伊斯蘭國的据点實施空袭 - 伊斯蘭國和库尔德武装及什叶派军队在多地展开武裝衝突 | 20,000+  | 大型示威           |
| 毛里塔尼亚   | 2011年1月17日        | 已結束                                                                            | | 3        | 零星示威           |
| 黎巴嫩       | 2011年1月12日        | 2011年12月结束                                                                    | | 0        | 政府改組           |
| 巴林         | 2011年2月14日        | 已结束                                                                            | - 巴林政府向每個家庭派發現金 - 釋放部分政治犯 - 撤換政府部長 - 巴林政府邀请海合会派遣军警进驻巴林協助平息内乱 | 120      | 大型示威后政府改組 |
| 摩洛哥       | 2011年2月20日        | 已結束                                                                            | - 國王穆罕默德六世將进行政治讓步 - 公投此憲法改革 - 尊重公民的權利以及結束所有的貪污 | 6        | 政府改組           |
| 约旦         | 2011年1月14日        | 已結束                                                                            | - 2011年2月，國王阿卜杜拉二世撤換首相里法伊並解散內閣 - 数月後，國王阿卜杜拉二世再次解散首相巴希特內閣 | 4        | 政府改組           |
| 科威特       | 2011年2月18日        | 已結束                                                                            | - 內閣宣布辞职 - 首相纳赛尔下台 | 0        | 政府改組           |
| 阿曼         | 2011年1月17日        | 2011年5月结束                                                                     | - 蘇丹卡布斯將进行經濟讓步 - 所有的部長被解散 - 給予議會立法權 | 6        | 政府改組           |
| 沙烏地阿拉伯 | 2011年3月11日        | 已結束                                                                            | - 阿卜杜拉国王將进行經濟讓步 - 2011年9月22日内举行仅允许男性参与的市政选举 - 阿卜杜拉国王宣布批准婦女在2015年的舒拉議會和市政選舉投票，2015年底共20位女性順利當選 | 18       | 零星示威           |
| 西撒哈拉     | 2011年2月26日        | 2011年5月结束                                                                     | | 0        | 零星示威           |
|              | 2011年1月28日        | 2011年3月结束                                                                     | | 2        | 零星示威           |
| 以色列       | 2011年5月15日        | 2011年10月结束                                                                    | - 巴勒斯坦难民冲击以色列边境引发冲突 - 阿拉伯诸国发生多起大规模反以游行 - 以色列爆发全国有史以来最大规模的抗议活动 | 30－40   | 大型示威           |
| 總死亡人數： | 約20000 （國際估計） |                                                                                   | |          |                    |

## 背景

### 产生原因
造成这些动荡的主要原因包括：世界油价逐渐下跌导致阿拉伯地区依赖石油出口的国家的经济衰退、失业率居高不下、政府贪污腐败、人民生活贫困、专制统治、政治体制僵化、人权的侵犯；领导人长期执政，不思改革，政治经济分配不透明等等。（参见维基解密泄露美国外交电报事件）
2008全球金融危机加剧了阿拉伯世界的经济困难，推动了革命运动的爆发。另外，人口结构中大量受过一定教育、熟谙网络且对现状不满的年轻人成为了这次运动中的主要角色。值得一提的是，在这次运动中，现代移动通讯技术和互联网社交媒体起到了重要的作用。

### 导火線
发生在突尼斯的自焚事件是整个“阿拉伯之春”运动的导火索。2010年12月17日，26岁年轻人穆罕默德·布瓦吉吉因经济不景气而无法找到工作，在家庭经济负担的重压下，无奈做起小贩，期间遭受警察和市政官员的粗暴对待，抗议自焚，不治身亡。这个事件激起了突尼斯普通大众的同情，也激起了突尼斯人长期以来的对失业率高涨、物价上涨以及政府腐败的潜藏的怒火，致使当地居民与突尼斯国民卫队发生冲突，随后冲突蔓延到全国多处，形成全国范围内的大规模社会骚乱，并造成多人伤亡。

## 突尼西亞

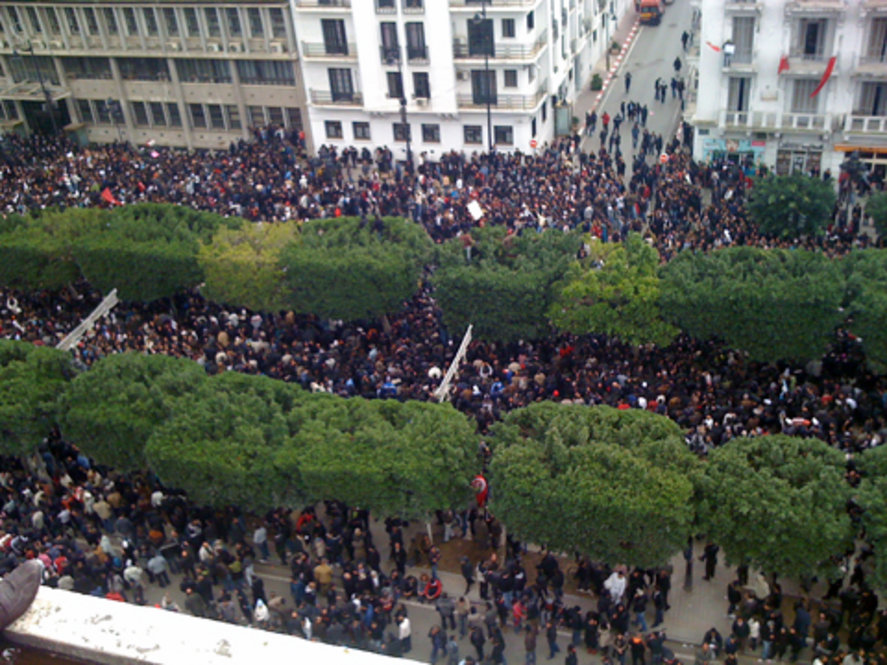
民眾擁進首都突尼斯市的街道進行示威抗議

自從一位抗議者穆罕默德·布瓦吉吉，在西迪布濟德自焚之后，示威者在2010年12月内开始了觸發境内大规模街頭示威及争取民主活動。失業率上升、通貨膨脹、政治腐敗、缺乏言論自由、及生活條件不佳等造成了此事件。此示威浪潮是近30年来在突尼斯最有聲有色的社會与政治骚乱，並已造成幾十人死亡和受傷，多数都是警察和安全部隊對示威者採取行動的結果。2011年1月14日，總統本·阿里采取一系列措施后于当晚逃往沙烏地阿拉伯，結束他長達23年的執政。事件導致時任政權倒台，成為阿拉伯國家中第一場因人民起義導致推翻現政權的革命。
本·阿里離開之后，突尼斯政府宣布戒嚴，以及創建了一个看守聯合政府。此联合政府成員包含了包括本·阿里黨，也就是憲政民主聯盟，以及來自其他部委的反對派人物。然而，新任命的5個非憲政民主聯盟部長立即辭職。由于示威活动还在持续，突尼斯总理穆罕默德·加努希在1月27日内改組整體政府，解除所有的前憲政民主聯盟但本人除外，然后2月6日暫停前執政黨。随后，憲政民主聯盟在3月9日内被解散。加努希辭職於2月27日，之后贝吉·凯德·埃塞卜西任命为新总理。

## 埃及

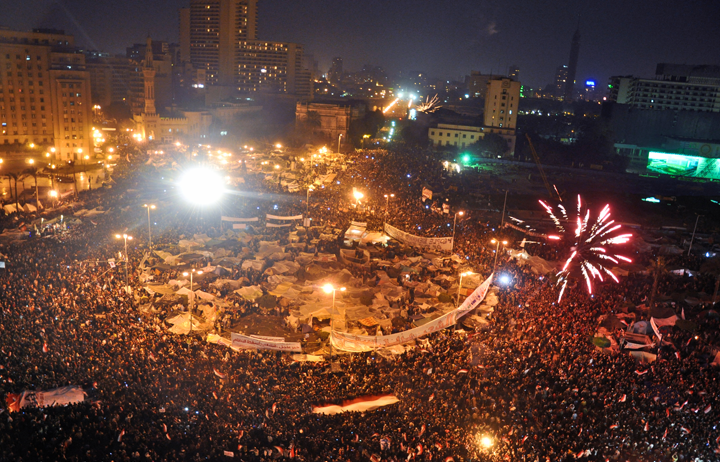
奥马尔·苏莱曼宣布穆巴拉克已经辞去总统职务，塔利爾廣場的示威者开始庆祝

突尼斯茉莉花革命成功之后而在还未参与当为埃及政治中心人物的时候，潛在總統候選人埃爾巴拉迪警告說埃及将来会有「突尼斯式爆发」规模。
埃及示威浪潮在1月25日内开始行动，一直持续了18天。在1月28日午夜时分，为了要抑制抗议者通过社会化媒体的组织能力，埃及政府已经成功消除了国家的互联网接入。在当天的时候，趁数万抗议者在某些主要城市的街道上抗议，穆巴拉克总统驳回了他的政府，后任命新的内阁。穆巴拉克还任命了近30年来的第一位副总统。
2月10日，穆巴拉克交给副总统奥马尔·苏莱曼所有他的总统权力，可是随后他宣布将继续担任总统直到任期结束。2月11日，苏莱曼宣布穆巴拉克已经辞去总统权力，并交移给埃及武装部队接管权力。埃及军方随后立刻暫停實施憲法、解散兩院議會、以及承诺解除该国三十年的「紧急状态」。之后又承诺在6个月内或最迟在2011年底内通过举行自由、公开的选举。3月4日，夏拉夫被任命为总理。然而2011年7月，因要回应夏拉夫和軍方最高委員會看起来不充足的实行改革，示威者继续抗议活动。
2012年2月，埃及維權人士與大學生在11日發動國民罷工、罷課一天，以紀念扳倒前總統穆巴拉克一周年，抗議國家狀況未見改善，並要求日漸失去民心的軍方交出政權。之后举行的选举中，穆斯林兄弟会的代表穆尔西上台，不久解除国防部长坦塔维的职务。他在对外政策上支持叙利亚自由军，并在国内强调推行宗教法，这引发自由派和军方不满。
2013年7月3日，埃及和叙利亚断交成了引发自由派数十万人游行的导火索，他们要求穆尔西下台。埃及军方随即逮捕穆尔西及穆斯林兄弟会主要领导，双方支持者爆发一系列街头抗议和流血冲突。受此影响埃及国内局势极度恶化，在西奈半岛和穆斯林兄弟会有关的武装团伙发动多起暴力袭击，并和基地组织串联。开罗等城市有自由派、军方和穆斯林兄弟会支持者的游行。

## 利比亞

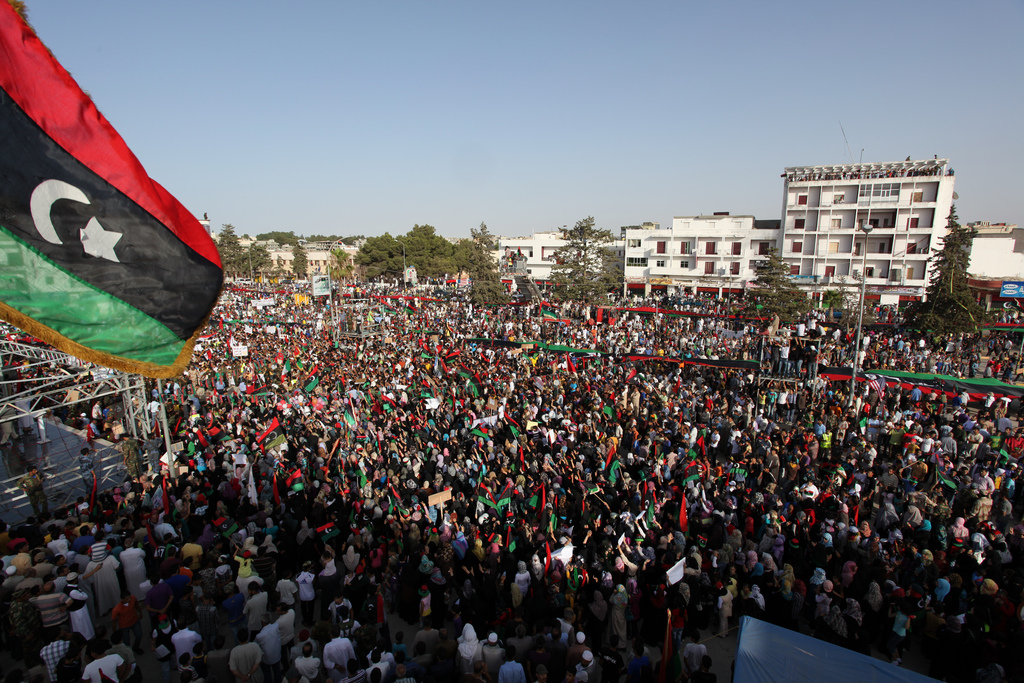
示威者集合在贝达

突尼斯和埃及政变成功之后，利比亚在2011年2月15日开始反政府抗议活动。2月18日，反对派控制了该国第二大城市班加西。政府派出精锐部队和雇佣军想夺回班加西，但他们被击退。2月20日，抗议活动已蔓延到首都的黎波里，导致赛义夫·伊斯兰·卡扎菲在电视台警告示威者，他们的国家可能陷入内战。庞大的死亡人数，引起国际社会的谴责。某些利比亚外交官开始辞职，并呼吁政权解散。
2月26日，反对派在班加西成立一个临时政府。随后政府军從反对派手中夺回地中海沿岸多数地区。
3月17日，聯合國安理會投票通過1973號決議，在利比亞設立禁飞区，为了「採取一切必要措施」和「保護平民和平民中心」的安全。两天后，法国、美国和英国开始轰炸亲卡扎菲部队。来自欧洲和中东国家的27个联盟国加入了此干预行动。卡扎菲部队在班加西郊区被逼退，然后反抗军展开攻势，控制了一些沿海城镇。政府军反攻夺回大部分的乡镇，阻止了反抗军的攻势，在布雷加与艾季达比耶之间形成僵局，焦點转移到持续激战的利比亞西部。经过三个月的战斗，四个主要的战线为：奈富塞山、的黎波里省海岸、錫德拉灣以及利比亚沙漠的西部。
8月底，反对派控制了卡扎菲的阿齐齐亚兵营，結束他長達42年的執政以及解散了卡扎菲政府。许多政府机构，包括卡扎菲和几名政权官员都在蘇爾特重组，卡扎菲宣布在这里成立利比亚的新首都。虽然其他人都逃到拾哈、拜尼沃利德、利比亚沙漠的偏僻地区或是邻近国家，但拾哈在9月底时被占领，拜尼沃利德在历经一周的艰苦围攻后被占领。最后在10月20日，全国过渡委员会军占领了蘇爾特，当天射杀了卡扎菲。他成为在阿拉伯之春中第一个被杀死的领导人。
不久战火又起，多地民兵组织拒绝服从临时政府，拥兵割据，继而班加西等地宣布自治。
2012年9月11日，一伙武装分子袭击美国驻班加西领事馆，美国大使死亡。同时大量囚犯借局势不稳时越狱，內戰持續至今。

## 葉門

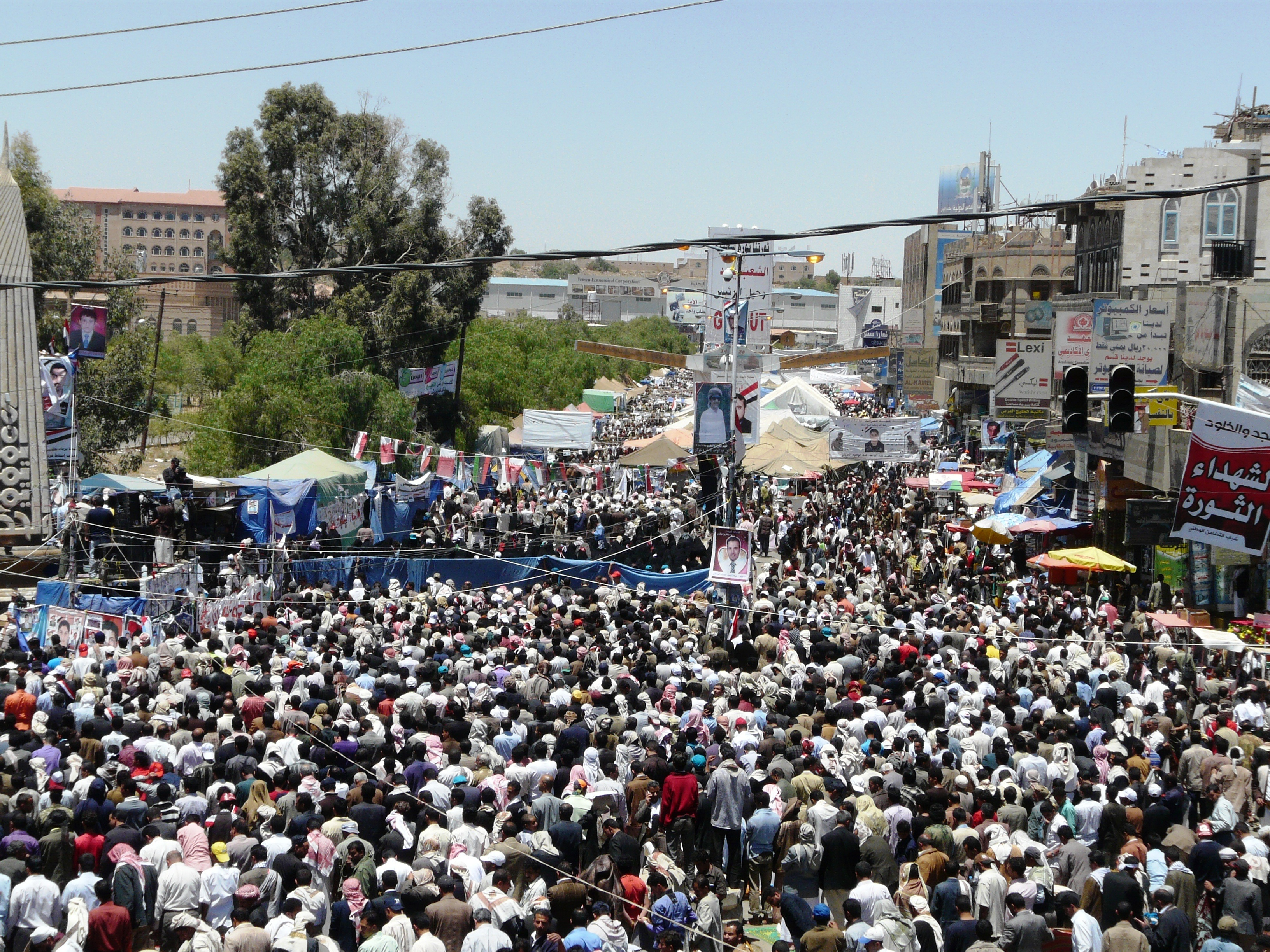
首都萨那举行大规模示威活动

2011年1月中在也门北与南部的许多城镇开始爆发抗议活动。示威者起初抗议政府的修宪建議，並抗議失业和腐败等，过后他们要求總統薩利赫下台。1月27日，有至少16,000名抗議者在薩那街头上舉行示威。此後，人權活動者和政治家塔瓦库·卡曼呼籲2月3日的“愤怒日”。根据新华社，組織者呼籲数百萬示威者舉行示威。薩利赫当时宣布他將不謀求在2013年連任。除了至少有2萬示威者在薩那街头上抗议政府，有些人也在亞丁參加了塔瓦库·卡曼呼籲的「憤怒日」。当时士兵、總人民代表全国人民大会党的武裝成員和許多示威者也在薩那舉行親政府集會。当天埃及總統穆巴拉克下台时，也門示威者在被称为「憤怒星期五」當日再次走上街頭抗議總統薩利赫。儘管示威者與保安部隊及親政府民兵發生衝突，抗議活動仍然繼續。
4月23日，迫於國內反政府示威的壓力，也門總統薩利赫同意接受海合会作委員會的調停方案，將在30日內辭去總統職務。但後來，薩利赫本人拒絕簽署該協議，反對派也拒絕了由政府高官作為代表簽署協議的提議，於是導致協議被毀。6月3日，也门总统府内一座清真寺遭到炮击，造成总统萨利赫和议会发言人受伤，随后萨利赫被送到沙特疗伤。9月4日，数十万名民众在首都萨那的变革广场和第六十大街进行了大型的示威游行，以及包括塔伊兹、荷台达、哈贾、伊卜、阿姆朗等省份都发生了大规模的示威游行，要求萨利赫立即下台，成为也门发生的规模最大的抗议活动。
9月23日，萨利赫回国，25日发表电视讲话说：“我拒绝权力，并将在未来数天内放弃权力”。11月19日，萨利赫在视察共和国卫队时表示他辞职后将把权力移交给军方。最后在11月23日晚，萨利赫在沙特阿拉伯签署协议，将权力和平移交给副总统哈迪。这意味着也门长达33年之久的「萨利赫时代」终于落下了帷幕。2012年2月27日，葉門政治協議正式生效，總統薩利赫辭職。
而薩利赫本人於2017年12月4日被殺害，成为在阿拉伯之春中第二个被杀死的领导人。也门南北武裝衝突加劇，內戰持續至今。

## 叙利亚

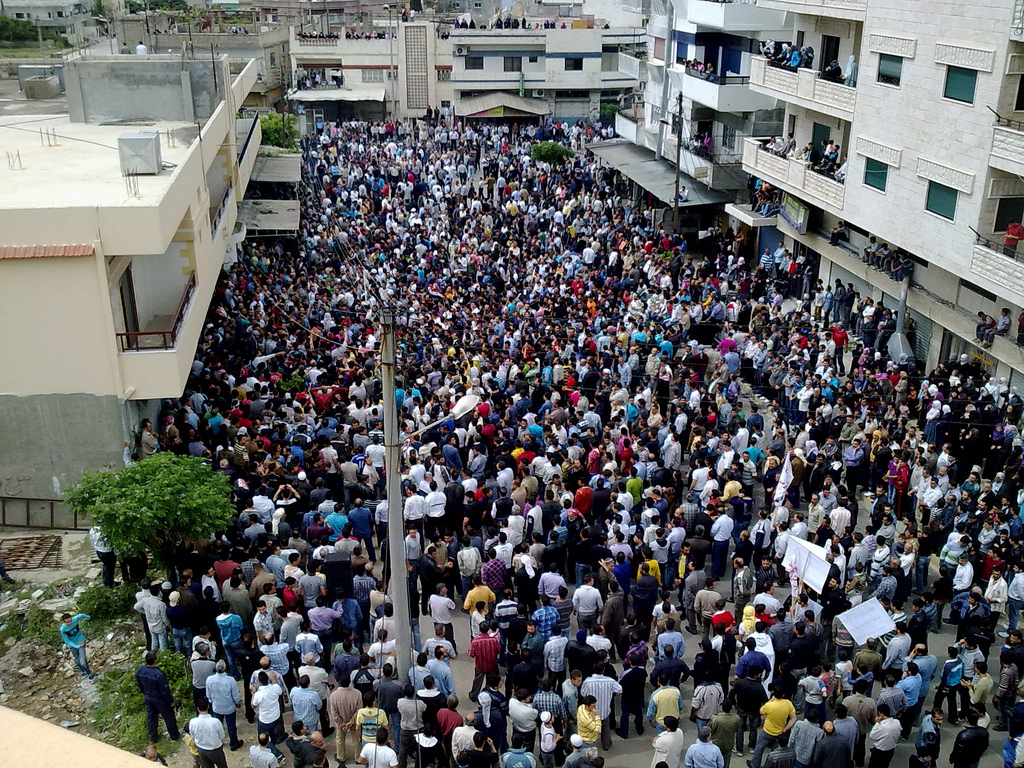
巴尼亚斯的抗议集会

敘利亞的抗議在2011年1月26日開始，示威者呼吁政治改革和恢復公民權利、以及結束自1963年以來实行的国家緊急狀態。虽然有一個“憤怒日”的计划将定為在2月4日至5日，但它的示威多数是平靜的。3月6日敘利亞安全部隊在德拉逮捕了約15名兒童在墙壁上書面反對該政權的口號，当时這些兒童被安全部隊殘酷折磨。德拉是爆发大规模反政府示威活动的第一所城市，也就是反对自1970年以来統治敘利亞的阿萨德政权。
3月15日數千名示威者在大馬士革、阿勒頗、哈塞克、德拉、代尔祖尔以及哈馬街头上集会。第二天，有報告說大約3千名被逮捕和发现有数位的「烈士」，但在官方内沒有获得真正的死亡人數。2011年4月18日約10萬示威者坐在霍姆斯的廣場中央，要求巴沙尔·阿萨德下台。
抗議活動一直持續到2011年7月。政府在一些尤其在北方地區，以采取惡劣的安全取締与軍事行動来回應示威者。阿薩德当局随后使用坦克和狙击手来对付反政府抗议者。在德拉、霍姆斯、伊德利卜和哈马等抗议的中心地区也不断受到政府军的围攻，当地的水电也被切断。到8月上旬部队对抗议者的打击达到了高峰：大量平民、活动家、以及拒绝向抗议者开枪的士兵被安全部队射杀。因此许多国际组织和外国政府对叙政府的暴力做法表示谴责；而叙当局则宣称是「武装帮派」制造了流血事件，政府军打击的只是「武装分子」。
在這個時候反對派已经成立了某些反對派組織。這包括了全国委员会、革命委員會、自由敘利亞軍以及地方協調委員會等等。同时蓋達组织也潜入叙利亚。
2012年3月15日抗議滿一週年之際，巴沙爾·阿薩德政府依然沒有下台。根據聯合國的觀察，敘利亞政府鎮壓反抗政府的軍民，其中無辜死亡的百姓超過6千人。針對鎮壓人民，聯合國原擬發表譴責，但俄羅斯動用否決权；而美國總統歐巴馬和英國首相卡梅倫在2012年3月中會面時，同時表示不會對叙利亚採取和利比亞一樣的軍事行動，來阻止叙利亚政府的鎮壓行動。
截至目前內战仍持续，另一方面由于反对派屠杀库尔德人并试图控制库尔德区，使得伊朗、伊拉克、土耳其的库尔德人也与反对派作战。与反对派同属逊尼派的大量各国圣战分子前往叙利亚支援，目前索马里青年党、伊斯兰祈祷团、车臣圣战者、伊斯兰解放党、塔利班的成员都出现在叙利亚。外国的（深水旅、努斯拉阵线、救赎营）和本国的（统一旅、烈士旅、法鲁克旅、护栏营、真主至大营）武装分子之间也发生一系列冲突。
伊拉克遜尼派武裝組織「伊拉克伊斯蘭國」乘亂進入敘利亞發展，2013年更名「伊拉克和沙姆伊斯蘭國」，2014年更名「伊斯蘭國」，至2014年10月已攻佔敘利亞和伊拉克大片領土，內戰持續至今。
2024年12月8日，阿萨德政权垮台。

## 对其他阿拉伯国家的影响

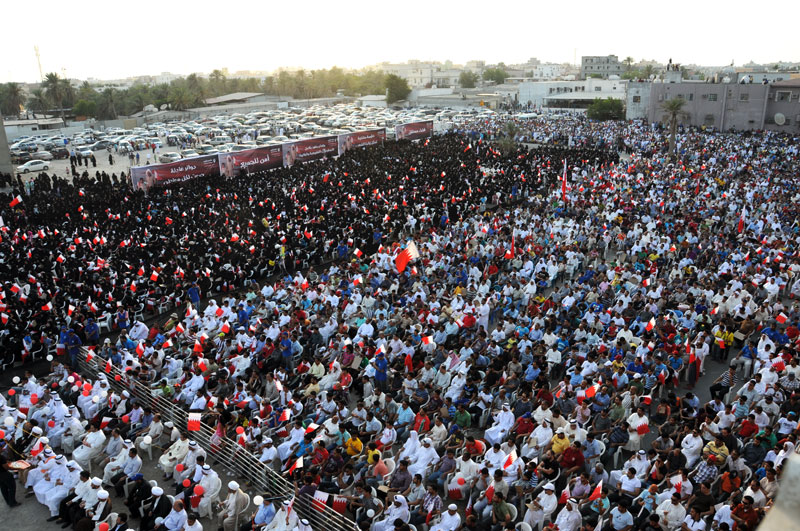
2011年7月22日，数千示威者在巴林街头参与“堅持我們的全國性要求”集会

除了突尼西亞、埃及、利比亞、也門、敘利亞、阿爾及利亞、蘇丹等國的事件外，其他一些地区也出现了大规模的抗議活动（只有 、 阿联酋、 巴勒斯坦等少数几个阿拉伯国家未受到影响），有些面对政府強大的抑制，也有些国家开始改革或政府改組。

### 毛里塔尼亚
2011年2月26日，为数大约一千到一千五名群众在首都游行，他们拉起横幅，高举标语牌，大声疾呼政府改革的口号，要求政府改善他们的生活环境，提供更多就业机会，要求总统阿布杜勒·阿齐兹下台。示威者表示，他们来自不同的部落，没有任何政党或部落在背后支持他们，他们是为了饥饿而站出来示威。部分示威者表示，通过一些社交网站，知道一些北非以及阿拉伯国家都有反政府示威浪潮。

### 巴林
巴林民众从2011年2月14日开始示威活动。初期示威者要求政府提供体面的工作和生活，要求公民享有大的政治自由度和赋予什叶派平等的权利和地位等内容的民主政治改革，不久在巴林人口中占多数的什叶派穆斯林提出了推翻逊尼派王室统治的要求。
2月17日，巴林出动军队镇压了示威者。3月14日，在海合会的支持下，沙特和阿联酋的1500名军警进驻巴林帮助该国平息内乱，哈馬德國王宣佈全國進入三個月緊急狀態。这些举措受到了一些国际组织和外国政府的谴责。

### 摩洛哥
摩洛哥国王准许公投进行宪法改革，并作出政治让步。

### 沙烏地阿拉伯
沙特国王作出了经济方面的让步，并批准妇女在未来2015年的舒拉议会和市政府选举投票。

### 阿曼
2011年2月25日，阿曼北部城市苏哈尔发生大规模游行。与此同时，首都马斯喀特也发生示威活动。连日来苏哈尔市集会示威活动持续不断。据现场目击者表示，有部分示威者与警察发生了冲突。为缓和局势，阿曼苏丹卡布斯已宣布将重组内阁，同时政府将为私营企业雇员加薪43%，但相关措施未能令示威者完全满意。

### 科威特
2011年2月以来，科威特多次发生反政府和平集会，示威者以首相纳赛尔·萨巴赫领导的政府治理国家不力为由，要求他辞职。11月28日，因不满议会议员屡次对内阁大臣提出质询导致政府和议会关系紧张，纳赛尔领导的内阁集体辞职。科威特埃米尔随后任命看守内阁第一副首相兼国防大臣贾比尔为新首相。2012年2月和6月，贾比尔先后两次辞职，不久后又被埃米尔重新任命为首相。

### 伊拉克
2011年伊拉克抗议紧跟着突尼斯革命和2011年埃及革命。抗议已经导致至少45人死亡，其中包括至少29人是在2011年2月25日“愤怒日”。一些抗议是针对3月沙特干预巴林。抗议活动也发生在伊拉克北部的伊拉克库尔德斯坦。为了防止潜在的动荡，伊拉克总理马利基宣布他不会竞选第三任期。然而，数百名抗议者于2月12日聚集在几个主要的伊拉克城市地区（特别是巴格达和卡尔巴拉），要求一个更安全的国家和调查联邦腐败案件，以及要求政府公共服务公平和可访问。作为回应，伊拉克政府宣布补贴电费。

### 
2011年1月28日，大约300名抗议者聚集在政府宫附近的抗议现任吉布提总统奥马尔。抗议者高呼口号，谴责现任总统，要求他不寻求连任，呼吁更多的自由和社会变革。
2月19日，冲突升级，数百名要求总统下台的示威者与防暴警察发生冲突。至少有一名警察被打死，又有消息称一名示威者也被杀害了。抗议的组织者被捕，第二天，吉布提当局释放三名反对派领导人。
3月3日，吉布提下令反对党取消反政府抗议。吉布提主要反对派的领导人穆罕默德说抗议活动将如期进行。原计划于3月11日抗议，但安全部队破坏了抗议并逮捕了4名反对派领导人。

### 阿尔及利亚
2010年12月开始，阿尔及利亚爆发一系列反政府示威。抗议者针对国内严重的政治腐败、公民言论自由的缺失、高失业率、住房的缺乏、高昂的食物价格等等民众恶劣的生存状况和权利缺失等问题而展开。
示威活动在过去几年一直普遍存在，只不过到了2010年12月才开始发展壮大起来。刚开始抗议者只是要求政府降低食物价格，随后发生了民众的自杀现象，他们大多聚集在政府建筑前面。反对党组织了民众的游行示威活动，尽管根据国家安全法他们这样做是非法的。
2011年1月22日，阿尔及利亚的反对党“争取文化与民主联盟”（以前译作“文化与民主联盟”）的支持者上街游行示威，与警察方面冲突，最终导致19人受伤，其中8名为警察。
阿内政和地方政府部长达胡·乌尔德·卡布利亚在《自由报》中表示：首都禁止游行示威的法令并不只针对反对党。就算有执政联盟中的“民族解放阵线”、“全国民主联盟”、“争取和平社会运动”申请游行也会被拒绝。他又说：禁止示威游行是为防止恐怖组织借机破坏。
早在2001年6月，阿尔及利亚东北部卡比利亚地区在首都组织的游行引发成有近千人员伤亡的骚乱后，政府便出台法令禁止在首都游行。

### 加沙地带
由于哈马斯支持埃及的穆斯林兄弟会，埃及军方推翻穆爾西政府後封锁了加沙，埃及国内的巴勒斯坦人也被自由派作为穆尔西支持者予以清查打击，使得加沙地带日子更不好过。埃及摧毁了加沙的走私隧道，在埃及一侧炸毁几十个出口，切断了加沙的渔民与大海的联系，并建立了一个警戒线。以色列也加紧封锁。
以色列在2011年和2014年对加沙地带先后发动代号“铸铅行动”和“防务之刃”的军事打击，造成巴方2000多人死亡、10000多人受伤。重创了哈马斯。
哈马斯对以色列制造数起单独的袭击，作为回应，以色列封锁了阿克萨清真寺，巴以局势进一步恶化。

## 阿拉伯世界以外国家影响
「阿拉伯之春」也延燒至大中東以外，歐洲、美洲、亞洲無一倖免，影響世界的經濟和政治甚鉅。發生類似「阿拉伯之春」運動的國家，以地區分類如下。
歐洲國家，離阿拉伯世界由近而遠，依序有希臘、克羅地亞、意大利、德國、英国等。其中英國較嚴重，2011年8月初爆發連續一週的倫敦暴動，亦稱2011年英國騷亂。希臘亦於2011年10月出現大型的反政府示威遊行。
美洲國家有美國、玻利維亞等。其中，美國的佔領華爾街運動，自2011年8月初，發展益熾，9月15日獲得全球78國1400多個城市響應。
亞洲國家和地區，離阿拉伯世界由近而遠，依序有哈薩克、印度、孟加拉、韓國、大陸地區、香港、越南、馬來西亞等，活動例如：馬來西亞要求選舉改革的萬人遊行及其引申的三隻小豬運動。活動方式包含溫和的網路號召、小型公開聚會、大型遊行、其他創意活動等，以敦促政府主動對國內實行援助措施或改革。

### 
利比亚内战導致大量武器四处流散，增强了基地组织北非分支的实力，北非不稳定因素大幅上升。图阿雷格分离主义者在圣战分子帮助下趁机控制了马里北部地区，称阿扎瓦德独立国。稍后基地组织和西非统一圣战运动等圣战者又击败图阿雷格人，控制了马里北部。2013年1月，基地组织继续进攻南方，法国出兵协助马里政府作战，迅速收复北方主要城市，但局部冲突不断。

### 以色列
以色列由此面临了严峻的边境形势，在西奈半岛上由于埃及的混乱而产生了极端主义肆虐的局面。新上台的穆尔西政权与伊朗和哈马斯和解，这对以色列来说是个坏消息；埃及不再走唯西方是从的道路，与西方关系发生微妙的变化。在大马士革的骚乱也蔓延到了戈兰高地，大批人士试图冲破以色列占领区；以军开火造成了人员伤亡、由于叙利亚局势的不稳，若是逊尼派的极端分子掌权，对以色列来说不得不面临严峻形势。叙利亚的化学武器也让以色列极度紧张起来，担心以色列受到恐怖主义的袭击。真主党更是做好准备，支援叙利亚；在以黎边境跃跃欲试。以色列的边境骤然紧张起来。
同时以色列国内也发生一系列游行抗议，2011年初开始，以色列各地就曾爆发小规模的游行示威，而7月中旬发生的帐篷抗议事件，则让示威迅速扩大化。当时，一些示威者将帐篷扎到了特拉维夫市中心，以抗议当地的高房价。随后，扎帐篷运动迅速蔓延到该国其他城市，并最终滚雪球似的引发了各地的示威活动，并在6日晚达到顶峰。而在此前的3个周末，每周都会有超过10万人游行。在系列抗议活动中，示威者的诉求也从最初的降低房价问题，扩展到减税、增加照顾小孩休息日，提高薪水等。三居月租要1500美元。媒体报道称，目前特拉维夫的房价、房租高得离谱。在耶路撒冷，租一个普通三居每月要花1500美元，在特拉维夫更高。要在特拉维夫买一套100平米的房子，则需要60万美元。而以色列人的平均工资只在2000美元到2500美元左右。

### 歐洲移民危機
利比亞受卡扎菲統治時，從利比亞經地中海北上歐洲的偷渡活動受到壓制。自從2011年卡扎菲被推翻後，利比亞陷入無政府狀態，吸引偷渡集團招攬大量偷渡者從利比亞乘船出發，經地中海進入歐洲。同年爆發的敘利亞內戰造成大量敘利亞人逃到國外成為難民，雖然鄰國土耳其、黎巴嫰和約旦接收了大量難民，不過許多人希望在更富裕的歐洲居留，不惜從中東輾轉來到歐盟國家申請庇護。大量非正規移民從北非和中東湧入歐洲，釀成歐洲移民危機。

## 網路封鎖
在這次大規模示威中，由於臉書、推特、YouTube等社交媒體發揮了重要作用，一些國家（如埃及和利比亞）對該國部分地區或全國網絡進行了網絡封鎖。

## 外部連結
- 中東 - 殖民地簡史 （页面存档备份，存于）